# Jacob de Gheyn III
Jacob de Gheyn III (ur. 1596, zm. 1641), znany także jako Jacob the Gheyn Młodszy, zajmował się tworzeniem miedziorytów. Wnuk malarza szkła i ikonografa, syn malarza o tym samym imieniu (Jacob de Gheyn II).
Pracował głównie w Hadze, gdzie tworzył w większości miedzioryty, ale także obrazy i rysunki. Po podróżach do Londynu w 1618 roku i Szwecji w 1620 osiadł w Utrechcie, gdzie zmarł. W tymże mieście powstał jedyny znany obraz olejny jego autorstwa, Siedzący Święty Paweł - olej na płótnie, od 1921 roku znajduje się w The National Gallery.
Został sportretowany przez słynnego holenderskiego malarza Rembrandta w 1632 roku. Po śmierci portret został przekazany jego przyjacielowi, Maurits Huygensowi.